# Wodnik okinawski
Wodnik okinawski (Hypotaenidia okinawae) – gatunek średniej wielkości ptaka z rodziny chruścieli (Rallidae). Występuje endemicznie na wyspie Okinawa. Zagrożony wyginięciem.

## Morfologia
Długość ciała wynosi około 30 cm, zaś jego masa 425 g. Skrzydło mierzy 157–164 mm, zaś skok 61–64 mm. Długość dzioba to 49–53 mm, a ogona 50–62 mm. Wierzch głowy szary w małe białe plamki. Tęczówka czerwona, dziób również, lecz na końcu białawy. Od górnej szczęki aż do brązowego karku biegnie na końcu zagięty w dół biały wąs. Pozostała część głowy i gardło czarne. Pierś i brzuch pokryte drobnymi czarno-białymi pasami. Wierzch ciała, skrzydła oraz sterówki ciemne, piaskowobrązowe. Nogi i stopy czerwone. U osobników w wieku 1 miesiąca tęczówki ciemnozielone, brązowawe, zaś w wieku półtora miesiąca już pomarańczowawe. Młode posiadają również jaśniejsze lotki.

## Zasięg występowania
Występuje jedynie w północnej części wyspy Okinawa do wysokości do 500 m n.p.m. Zasięg występowania szacowany jest na około 990 km². Środowisko życia stanowią lasy wiecznie zielone z gęstym podszytem i wodą w pobliżu; niekiedy tereny rolnicze. W habitacie przeważają drzewa z gatunku Castanopsis sieboldii, pospolicie spotykane także Pinus luchuensis.

## Behawior
Odzywa się zazwyczaj rano, późnym popołudniem albo wieczorem, także w ciągu nocy. Wydaje z siebie szeroki zakres gardłowych chrząkających dźwięków, np. kururu albo głośne kwi-kwi kwi-kweee. Wśród dźwięków odnaleźć można także dudniące kikirr krarr, po którym następuje pisk podobny do świńskiego. W nocy wydaje z siebie dźwięki podobne do hienich. Prawie nielotny, lecz potrafi dostać się na drzewo, aby uniknąć węży. Żywi się głównie owadami, lecz może zjadać inne małe bezkręgowce oraz jaszczurki.
Sezon lęgowy trwa od maja do lipca. Gniazdo umieszczone na ziemi. W lęgu 2–3 jaja o wymiarach ok. 4,7 × 3,7 cm. Mają barwę białą, pokryte są nieregularnymi brązowymi plamkami. Okres inkubacji nieznany. 

## Status, zagrożenia i ochrona
Według IUCN gatunek klasyfikowany jako zagrożony wyginięciem (EN, Endangered) nieprzerwanie od 1994 roku. Populacja szacowana jest na około 480 dorosłych osobników. Gatunek jest objęty ochroną. Zagrożenie stanowią utrata i fragmentacja siedlisk leśnych, zdziczałe psy i koty, wprowadzone mangusty małe, a także wypadki drogowe. Pisklęta oraz jaja często są zjadane przez węża z gatunku Trimeresurus flavoviridis. Po raz pierwszy próba rozmnożenia w niewoli miała miejsce w 1999 roku. Pracownicy Neo Park Okinawa zapowiedzieli, że prawdopodobnie 2 września 1999 wyklują się 3–4 jaja.